# Pablo González Velázquez
Pablo González Velázquez (Andújar, 1664-Madrid, 1727) fou un escultor barroc andalús instal·lat i amb activitat a la vila de Madrid, esdevingué l'iniciador d'una dinastia d'artistes amb els seus fills.

## Biografia
Les poques dades biogràfiques que es coneixen sobre la seva vida les dona l'historiador Juan Agustín Ceán Bermúdez. Pablo va néixer a la localitat andalusa d'Andújar (Jaén) l'any 1664. No obstant això, es traslladà a Madrid i és on exerceix la seva professió i on obtingué un notable renom com a escultor. Es casà amb Ana Virete, matrimoni que tingué almenys tres fills: Luis (1715), Alejandro (1719) i Antonio (1723), tots ells destacats artistes, pel que es considera a Pablo iniciador d'una notable dinastia d'artistes madrilenys. Sembla que el 1724, probablement per les seves condicions com a escultor retratista, el rei Lluís I va voler nomenar-lo escultor de cambra, però que Pablo refusà el càrrec a causa de la seva avançada edat, si bé segons Jesús Urrea, amb tota seguretat fou la prematura mort del monarca el que truncaria aquesta carrera a palau. Moriria pocs anys després, el 1727.

## Obres
Les seves obres són llistades per Ceán Bermúdez. La gran majoria eren a Madrid:
- San Judas Tadeo de l'església de San Juan de Dios.
- San Luis Obispo, en pedra, a la portada de l'església de San Luis.
- Baix relleu de la portada de l'església de la Santa Cruz.
- Part de l'escultura del retaule major de l'església de San Felipe el Real.
- San Joaquín i Santa Ana de mida natural de l'església dels Irlandesos.
- Estàtues del retaule major del convent de Monges Calatravas.
- Escultura de la custòdia de la processó de la Minerva de l'església de San Sebastián.

Només en cita una fora de Madrid, concretament a Aranjuez:
- San Antonio de l'església d'Alpagés.

De totes elles s'han conservat l'escultura en pedra San Luis Obispo (1716), si bé avui està adossada a la façana de l'església del Carmen, així com les diverses escultures dels retaules en què va col·laborar amb altres artistes contemporanis, com José Benito Churriguera a l'església de San Felipe el Real el 1723. També han sobreviscut les estàtues San Joaquín i Santa Ana dels Irlandesos, que durant molts anys van ser atribuïdes a altres autors i foren identificades quan entraren al Museu Nacional d'Escultura, i les del convent de Monges Calatravas. No s'han conservat, en canvi, les estàtues San Judas Tadeo ni una estàtua custòdia que feu per a la processó de la Minerva de l'església de San Sebastián, ambdues de Madrid, i ni el San Antonio que tallà per a l'església d'Alpagés (Aranjuez).